# Evan S. Connell
Evan Shelby Connell, Jr. (* 17. August 1924 in Kansas City, Missouri; † 10. Januar 2013 in Santa Fe, New Mexico) war ein US-amerikanischer Schriftsteller.

## Leben
Evan Shelby Connell Junior war der Sohn des Arztes Evan S. Connell, Sr. (1890–1974), und Ruth Elton Connells. Er machte 1941 seinen Schulabschluss an der Southwest High School in Kansas City und studierte anschließend am Dartmouth College und machte 1947 seinen Bachelor in Englisch an der University of Kansas. Außerdem studierte er Kreatives Schreiben an der Columbia University und der Stanford University.
Mit The Anatomy Lesson veröffentlichte Connell 1957 seine erste Kurzgeschichtensammlung. Es folgte im darauffolgenden Jahr mit Mrs. Bridge sein erster Roman, welcher 1960 als Liebenswerte Mrs. Bridge in die deutsche Sprache übersetzt wurde. Gemeinsam mit dem 1969 erschienenen Mr. Bridge wurden beide Romane zu dem 1990 veröffentlichten Filmdrama Mr. & Mrs. Bridge verfilmt. Außerdem wurde sein 1985 erschienenes Geschichtsbuch Son of the Morning Star: Custer and the Little Bighorn zu dem 1991 ausgestrahlten Fernsehfilm General Custers letzte Schlacht adaptiert.
1988 wurde er in die American Academy of Arts and Letters aufgenommen.

## Werke
- 1957: The Anatomy Lesson
- 1958: Mrs. Bridge
  - 1960: Liebenswerte Mrs. Bridge. Biederstein Verlag, 249 Seiten
  - 2017: Fabelhafte Mrs. Bridge. Ebersbach & Simon, 256 Seiten, ISBN 978-3-86915-141-0
- 1960: The Patriot
- 1962: Notes From A Bottle Found On The Beach At Carmel
- 1965: At The Crossroads
- 1966: The Diary Of A Rapist
  - 1970: Tagebuch eines Triebverbrechers. Rowohlt Verlag, 255 Seiten, ISBN 3-498-00830-7
- 1966: "Here it is", in Why Work Series, editor Gordon Lish
- 1969: Mr. Bridge
- 1973: Points For A Compass Rose
- 1974: The Connoisseur
- 1976: Double Honeymoon
- 1979: A Long Desire
- 1981: White Lantern
- 1985: Son Of The Morning Star: Custer And The Little Bighorn
- 1991: The Alchymist's Journal
- 1995: The Collected Stories of Evan S. Connell
- 2000: Deus Lo Volt
- 2001: The Aztec Treasure House: New and Selected Essays
- 2004: Francisco Goya: A Life
  - 2005: Francisco Goya. Artemis und Winkler, Düsseldorf; 272 Seiten. ISBN 3-538-07207-8.
- 2008: Lost in Uttar Pradesh.

## Auszeichnung (Auswahl)
- 1985: Los Angeles Times Book Prize